# Kanya Fujimoto
Kanya Fujimoto (藤本 寛也?, Fujimoto Kanya; Yamanashi, 1º luglio 1999) è un calciatore giapponese, centrocampista del Birmingham City.

## Caratteristiche tecniche
È un abile trequartista utilizzato prevalentemente come ala destra.

## Carriera
Inizia la sua carriera nelle giovanili del Tokyo Verdy. Debutta in prima squadra nella partita vinta per 2-1 contro il JEF Utd Chiba il 25 febbraio 2018.

### Nazionale
Nel 2019 partecipa al Campionato Mondiale Under-20 in Polonia con il Giappone Under-20.

## Statistiche

### Presenze e reti nei club
Statistiche aggiornate al 27 maggio 2023.
| Stagione           | Club               | Campionato         | Campionato | Campionato | Coppe nazionali | Coppe nazionali | Coppe nazionali | Coppe continentali | Coppe continentali | Coppe continentali | Supercoppe | Supercoppe | Supercoppe | Totale | Totale |
| Stagione           | Club               | Comp               | Pres       | Reti       | Comp            | Pres            | Reti            | Comp               | Pres               | Reti               | Comp       | Pres       | Reti       | Pres   | Reti   |
| ------------------ | ------------------ | ------------------ | ---------- | ---------- | --------------- | --------------- | --------------- | ------------------ | ------------------ | ------------------ | ---------- | ---------- | ---------- | ------ | ------ |
| 2018               | Tokyo Verdy        | J2                 | 25         | 3          | CI              | 0               | 0               | -                  | -                  | -                  | -          | -          | -          | 25     | 3      |
| 2019               | Tokyo Verdy        | J2                 | 16         | 0          | CI              | 1               | 0               | -                  | -                  | -                  | -          | -          | -          | 17     | 0      |
| gen.-ago. 2020     | Tokyo Verdy        | J2                 | 8          | 1          | -               | -               | -               | -                  | -                  | -                  | -          | -          | -          | 8      | 1      |
| Totale Tokyo Verdy | Totale Tokyo Verdy | Totale Tokyo Verdy | 49         | 4          |                 | 1               | 0               |                    | -                  | -                  |            | -          | -          | 50     | 4      |
| 2020-2021          | Gil Vicente        | PL                 | 27         | 1          | TP+TL           | 4+0             | 0               | -                  | -                  | -                  | -          | -          | -          | 31     | 1      |
| 2021-2022          | Gil Vicente        | PL                 | 32         | 3          | TP+TL           | 1+2             | 0               | -                  | -                  | -                  | -          | -          | -          | 35     | 3      |
| 2022-2023          | Gil Vicente        | PL                 | 34         | 0          | TP+TL           | 2+4             | 0+1             | UECL               | 4                  | 0                  | -          | -          | -          | 44     | 1      |
| 2023-2024          | Gil Vicente        | PL                 | 33         | 3          | TP+TL           | 0               | 0               | -                  | -                  | -                  | -          | -          | -          | 0      | 0      |
| Totale Gil Vicente | Totale Gil Vicente | Totale Gil Vicente | 126        | 7          |                 | 13              | 1               |                    | 4                  | 0                  |            | -          | -          | 110    | 5      |
| Totale carriera    | Totale carriera    | Totale carriera    | 175        | 11         |                 | 14              | 1               |                    | 4                  | 0                  |            | -          | -          | 160    | 9      |

### Cronologia presenze e reti in nazionale
| Cronologia completa delle presenze e delle reti in nazionale ― Giappone under 20 | Cronologia completa delle presenze e delle reti in nazionale ― Giappone under 20 | Cronologia completa delle presenze e delle reti in nazionale ― Giappone under 20 | Cronologia completa delle presenze e delle reti in nazionale ― Giappone under 20 | Cronologia completa delle presenze e delle reti in nazionale ― Giappone under 20 | Cronologia completa delle presenze e delle reti in nazionale ― Giappone under 20 | Cronologia completa delle presenze e delle reti in nazionale ― Giappone under 20 | Cronologia completa delle presenze e delle reti in nazionale ― Giappone under 20 |
| Data                                                                             | Città                                                                            | In casa                                                                          | Risultato                                                                        | Ospiti                                                                           | Competizione                                                                     | Reti                                                                             | Note                                                                             |
| -------------------------------------------------------------------------------- | -------------------------------------------------------------------------------- | -------------------------------------------------------------------------------- | -------------------------------------------------------------------------------- | -------------------------------------------------------------------------------- | -------------------------------------------------------------------------------- | -------------------------------------------------------------------------------- | -------------------------------------------------------------------------------- |
| 19-10-2018                                                                       | Cibinong                                                                         | Giappone under 20                                                                | 5 – 2                                                                            | Corea del Nord under 20                                                          | Coppa d'Asia AFC Under-19 2018                                                   | -                                                                                |                                                                                  |
| 25-10-2018                                                                       | Cibinong                                                                         | Giappone under 20                                                                | 5 – 0                                                                            | Iraq under 20                                                                    | Coppa d'Asia AFC Under-19 2018                                                   | -                                                                                | cap. 64’                                                                         |
| 28-10-2018                                                                       | Giacarta                                                                         | Giappone under 20                                                                | 2 – 0                                                                            | Indonesia under 20                                                               | Coppa d'Asia AFC Under-19 2018                                                   | -                                                                                | 15’                                                                              |
| 21-3-2019                                                                        | Łódź                                                                             | Polonia under 20                                                                 | 4 – 1                                                                            | Giappone under 20                                                                | Amichevole                                                                       | -                                                                                | 46’                                                                              |
| 23-3-2019                                                                        | San Pedro del Pinatar                                                            | Argentina under 20                                                               | 1 – 0                                                                            | Giappone under 20                                                                | Amichevole                                                                       | -                                                                                |                                                                                  |
| 25-3-2019                                                                        | San Pedro del Pinatar                                                            | Stati Uniti under 20                                                             | 2 – 1                                                                            | Giappone under 20                                                                | Amichevole                                                                       | -                                                                                | 60’                                                                              |
| 26-5-2019                                                                        | Gdynia                                                                           | Messico under 20                                                                 | 0 – 3                                                                            | Giappone under 20                                                                | Mondiali Under-20 2019 - 1º turno                                                | -                                                                                | 81’                                                                              |
| 4-6-2019                                                                         | Lublino                                                                          | Giappone under 20                                                                | 0 – 1                                                                            | Corea del Sud under 20                                                           | Mondiali Under-20 2019 - Ottavi di finale                                        | -                                                                                | 22’ 88’                                                                          |
| Totale                                                                           |                                                                                  | Presenze                                                                         | 8                                                                                |                                                                                  | Reti                                                                             | 0                                                                                |                                                                                  |